# Аралбалык
Аралбалык (каз. Аралбалық) — акционерное предприятие по выпуску рыбной продукции в Кызылординской области Казахстана. Находится в городе Аральске. Создано на базе Аральского рыбного комбината, в состав которого вошли Богенская и Куандариинская рыбные базы, Актюбинский, Кызылординский, Казалинский и Аркалыкский рыбзаводы и прудовые хозяйства. Лов рыбы ведётся в озёрах, прудах и водохранилищах региона. Продукция также экспортируется за рубеж.